# Sofie Schieker-Ebe
Sofie Schieker-Ebe (auch: Sophie Schieker-Ebe, * 12. Februar 1892 in Ulm als Sofie Ebe; † 18. September 1970 in Stuttgart) war eine deutsche Schriftstellerin.

## Leben
Sofie Schieker-Ebe war seit 1920 verheiratet mit dem Pädagogen Friedrich Schieker. Ab 1948 wirkte sie als Lektorin im Stuttgarter Gundert-Verlag.
Sofie Schieker-Ebe war Verfasserin vielgelesener Kinder- und Jugendbücher. Ihr erfolgreichster, 1930 erschienener Roman Was tun, Sibylle? erreichte bis Anfang der 1950er Jahre eine Gesamtauflage von über 70.000 Exemplaren und wurde 1938 unter der Regie von Peter Paul Brauer verfilmt.

## Werke
- Die Wanderung, Stuttgart 1925
- Was tun, Sibylle? Stuttgart 1930
- Sibylle blickt ins Leben, Stuttgart 1931
- Kathinkas Würfel fallen, Stuttgart 1933
- Tines Fahrt ins Blaue, Stuttgart 1935
- Die Gasse im Dorf, Stuttgart 1936
- Im Lenz des Lebens, Stuttgart 1937
- Kaja kennt keine Angst, Stuttgart 1937
- Karin und ihr Ring, Stuttgart 1938
- Der umgepflügte Acker, Stuttgart 1944
- Machet auf das Tor, Stuttgart 1946
- Redliches Tun, Stuttgart 1946
- Du schöner grüner Wald, Stuttgart 1949
- Das Haus an der Stadtmauer, Stuttgart 1949
- Johanne Fabricius, Stuttgart 1949
- Der neue Tag, Stuttgart 1949
- Auf die Waage gelegt, Heilbronn a.N. 1950
- Bastelbuch, Stuttgart 1950 (zusammen mit Walter Schellenberger und Christof Schellenberger)
- Kleine Geschichten, Stuttgart 1950
- Krippenspiel, Stuttgart 1950
- Die liebe Weihnachtszeit, Stuttgart 1950
- Das Haus Nr. 100, Stuttgart 1951
- Daß die Seele nicht zerrinne, Heilbronn 1952